# Anatolij Moszkowski
Anatolij Moszkowski (ur. 10 marca 1925, zm. 2 grudnia 2008) – pisarz radziecki. W Polsce wydano następujące książki dla młodzieży jego autorstwa, przetłumaczone na język polski m.in. przez Elżbietę Wassongową: Przylądek delfinów (Nasza Księgarnia, Warszawa 1972, 1978; seria: „Klub Siedmiu Przygód”, napisana w 1962), Lawina (Nasza Księgarnia, Warszawa 1976), Moja rzeka Angara, Twoja Antarktyda.